# Stanisław Baran
Stanisław Franciszek Baran (Góra Ropczycka, 26 aprile 1920 – 12 maggio 1993) è stato un calciatore polacco, di ruolo attaccante.

## Palmarès

### Club

#### Competizioni nazionali
- Campionato polacco: 1

ŁKS Łódź: 1958